# Partido judicial de Falset
El Partido judicial de Falset  es uno de los 49 partidos judiciales en los que se divide la Comunidad Autónoma de Cataluña, siendo el partido judicial n.º 8 de la provincia de Tarragona.
El ámbito territorial, comprende los municipios de:
Bellmunt del Priorato, La Bisbal de Falset, Cabacés, Capsanes, Cornudella, Flix, García, Molá, Guiamets, Falset, La Figuera, Gratallops, Torre de Fontaubella, Lloá, Marsá, Margalef de Montsant, Masroig, La Morera de Montsant, La Palma de Ebro, Poboleda, Porrera, Pradell, Masroig, Mora la Nueva, Ribarroja de Ebro, Tivisa, Torroja, Ulldemolins, Vilella Alta, Vilella Baja y Vinebre.